# Roda de Samba do Grupo Bom Gosto
Roda de Samba do Grupo Bom Gosto é um álbum em CD, DVD ao vivo do grupo Bom Gosto, que foi lançado em 2009.
O álbum gravado no dia 4 de fevereiro de 2009 na Fundição Progresso, na Lapa, no Rio de Janeiro, traz muitos convidados especiais. São eles: Alexandre Pires que participa da faixa "A Amizade", MV Bill que participa da faixa "300 Anos / O Preto Em Movimento" e o Grupo Fundo de Quintal que participa da faixa "Ao Som do Fundo de Quintal".

## Faixas do CD
1. "Perseverança"
2. "Aqui Pra Você"
3. "Brigar Não Tá Com Nada"
4. "300 Anos / O Preto Em Movimento" (part. MV Bill)
5. "Curtindo a Vida"
6. "Na Madrugada"
7. "O Mundo dá Voltas"
8. "A Amizade" (part. Alexandre Pires)
9. "Apaga"
10. "Doce Feitiço"
11. "Camará"
12. "Sacanagem Dela"
13. "Depois de Você"
14. "Ao Som do Fundo de Quintal" (part. Fundo de Quintal)

## Faixas do DVD
1. "Perseverança"
2. "Tanta Coisa Pra Falar / Castigo"
3. "Aqui Pra Você"
4. "Brigar Não Tá Com Nada"
5. "300 Anos / O Preto Em Movimento" (part. MV Bill)
6. "Curtindo a Vida"
7. "Na Madrugada"
8. "O Mundo dá Voltas"
9. "Água de Chuva No Mar / Minha Fé / Singelo Menestrel"
10. "A Amizade" (part. Alexandre Pires)
11. "Apaga"
12. "Doce Feitiço"
13. "Camará"
14. "Porta-voz da Alegria"
15. "O Amor Chegou"
16. "Sacanagem Dela"
17. "Depois de Você"
18. "Ninguém É Dono de Ninguém"
19. "Ao Som do Fundo de Quintal" (part. Fundo de Quintal)
20. "Amor e Festança / Xodó de Mãe / Viola Em Bandoleira"
21. "Mulé Boa"
22. "Sinais  de Fogo/ Olhos Coloridos / São Gonça"